# 阿里斯基尔环形山
阿里斯基尔环形山（Aristillus）是月球正面位于雨海东部的一座撞击坑，据推测约形成于32-11亿年前的爱拉托逊纪，但另一些来源认为形成于11亿年前的哥白尼纪。1645年约翰·赫维留曾首次对它进行过描述，其名称取自古希腊天文学家萨莫斯岛的阿里斯基琉斯（Aristilus of Samos，约公元前四世纪末-公元前三世纪初），1935年被国际天文学联合会批准接受。

## 描述

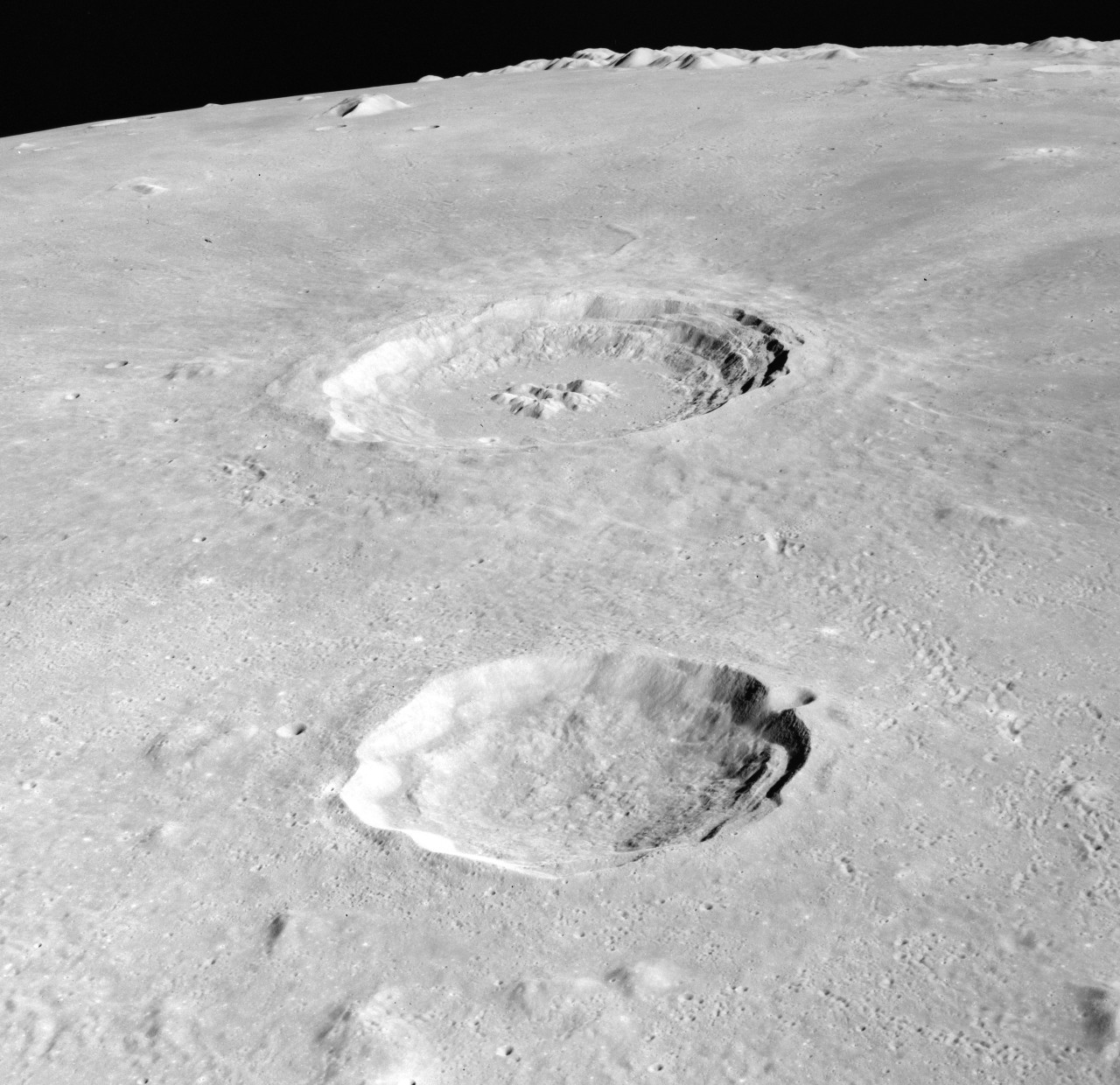
阿波罗15号拍摄的奥托里库斯陨石坑（下）和阿里斯基尔环形山（上），美国宇航局图片。

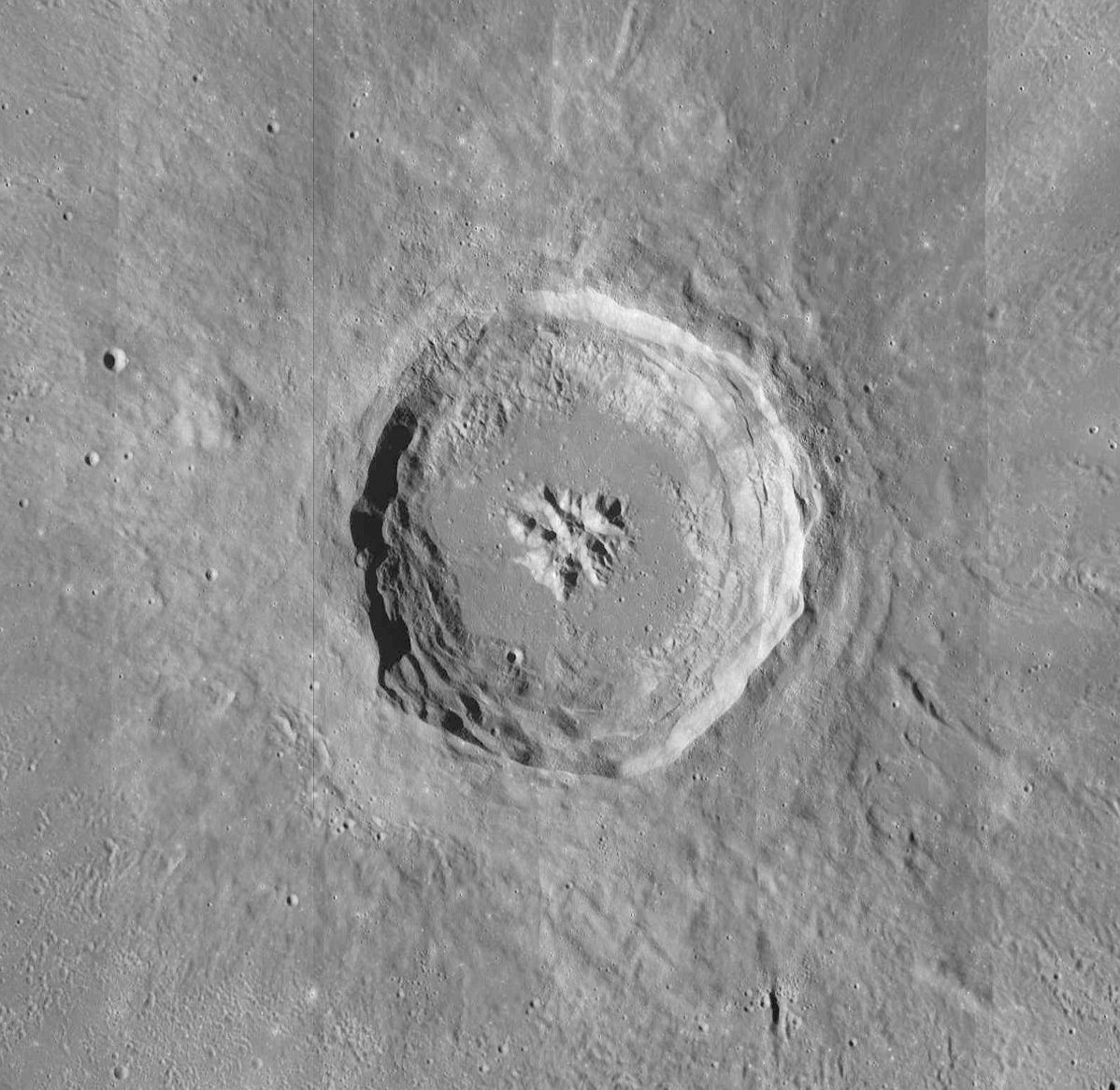
阿月球勘测轨道飞行器拍摄的图像

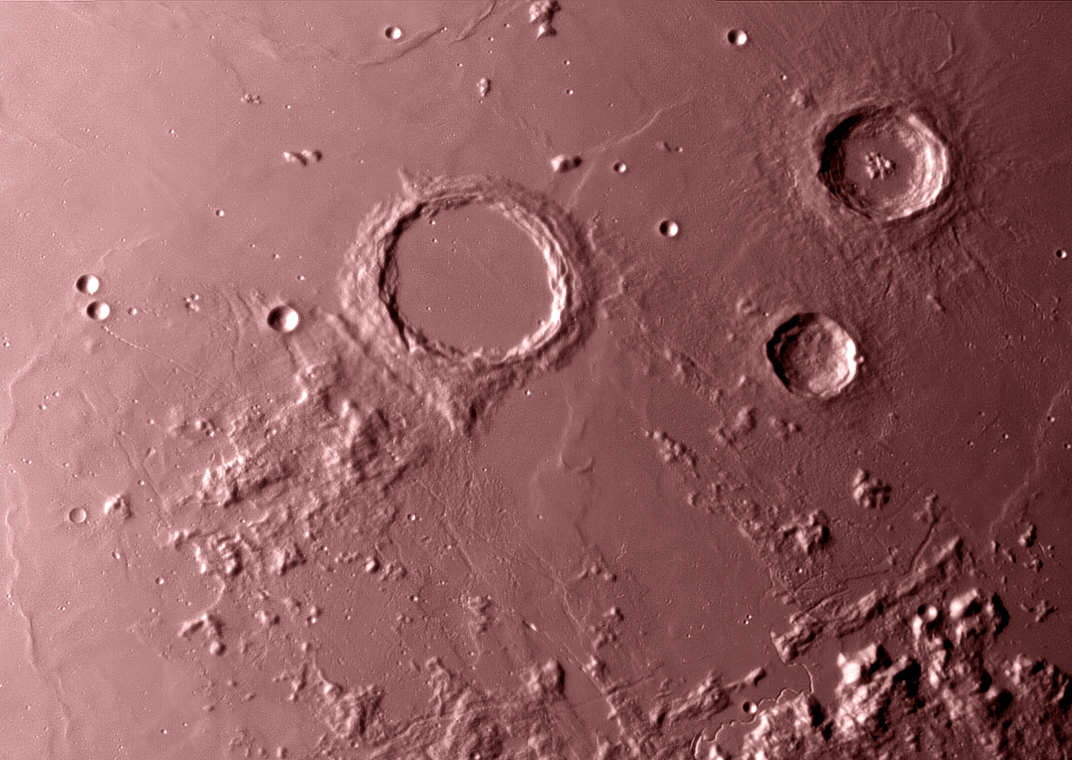
阿里斯基尔环形山位于右上角，斯德哥尔摩天文台北欧光学望远镜拍摄。

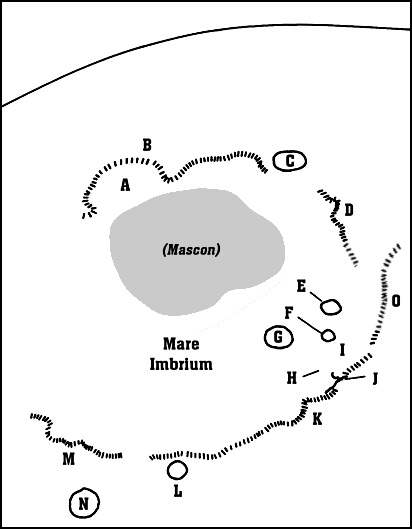
雨海地貌详图，阿里斯基尔环形山被标注为E。

该陨坑东北偏北及东北分别毗邻卡西尼环形山和特埃特图斯陨石坑、南面和西南分别靠近年轻的奥托里库斯陨石坑及更古老的阿基米德环形山，它的东西二面分别绵延着逶迤崎岖的高加索山脉和斯匹次卑尔根山脉，而西南则坐落了雨海的一处小海湾-眉月湾。该陨坑中心月面坐标为33°53′N 1°13′E / 33.88°N 1.21°E，直径54.37公里，深约2.41公里。
阿里斯基尔环形山外观轮廓类似圆角六边形，宽阔的外侧坡耸立在周边平坦的月海背景之上，其内侧壁呈典型的阶地状结构，坑壁最大高出周边地形1160米，内部容积约2428.05立方千米，坑内地表凹凸不平，没有熔岩覆盖层。北侧内壁上阶地结构已坍塌。坑底中央簇集着三座约高出坑底900米，由含80-85%斜长石的辉长-苏长-橄长斜长岩（GNTA2）和辉长斜长岩（AN）构成的锥形丘。阿里斯基尔环形山还拥有一个延伸距离超出600公里的射纹系统，陨坑周边地表的施罗特亮度等级达到4½°。
在阿里斯基尔环形山北面可看到一座几乎已被雨海熔岩完全淹没的幽灵坑残迹，现仅剩一部分壁沿略高出月海表面，它的南侧壁沿上覆盖有阿里斯基尔环形山的喷出物。
阿里斯基尔环形山另一个有趣的特征是覆盖在东北坑壁上呈V字状叉开的暗黑色条纹，叉纹的底端位于内壁下部阶坡上，而二头则位于陨坑外侧坡尽头。这道叉纹极有可能是撞击发生时飞溅出的熔融物。根据克莱门汀号获取的数据，该暗纹中氧化亚铁（FeO）的含量超过了2-4%，这也解释了为何它的反照率比周边岩石更低。
阿里斯基尔环形山已被月球和行星观测协会(ALPO)列入《带有明亮射纹系统的撞击坑列表》及《内侧壁带有深色辐射纹的撞击坑列表》。

## 卫星坑
按惯例，最靠近阿里斯基尔环形山的陨石坑将通过在月图上其中心点旁标注的字母来识别它们。

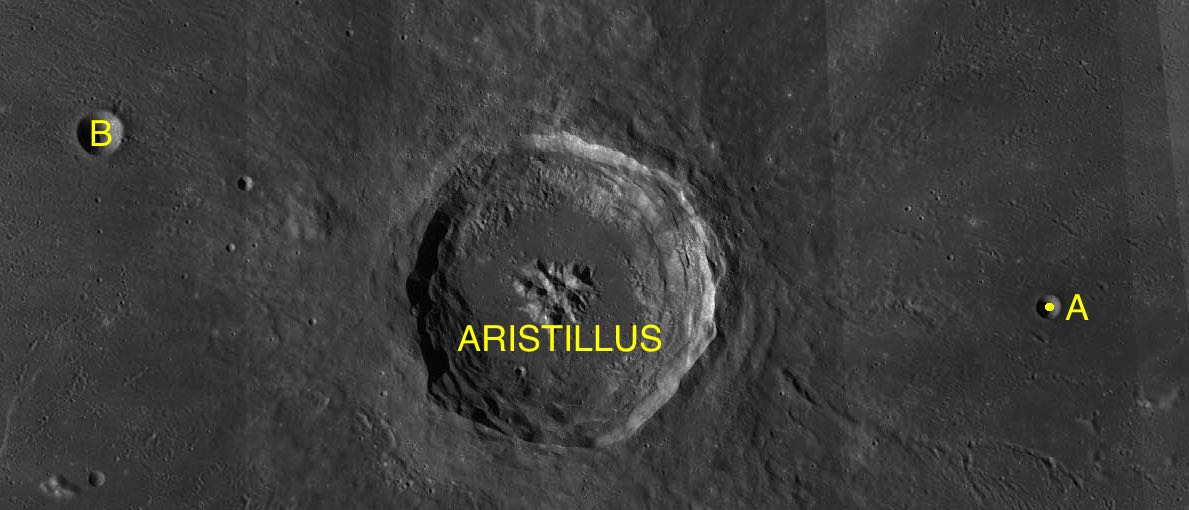
LAC-25 区域图.

| 阿里斯基尔 | 緯度    | 經度   | 直徑   |
| ---------- | ------- | ------ | ------ |
| A          | 33.6° N | 4.5° E | 5 公里 |
| B          | 34.8° N | 1.9° W | 8 公里 |

## 参引资料
1. ↑  .   [2017-06-04]. （原始内容存档于2010-10-12）.
2. ↑  The geologic history of the Moon, 1987, Wilhelms, Don E.; with sections by McCauley, John F.; Trask, Newell J. USGS Professional Paper: 1348.  Plate 11: Copernican System (online （页面存档备份，存于）)
3. ↑   (PDF).   [2017-06-04]. （原始内容存档 (PDF)于2013-09-28）.
4. ↑  .   [2017-06-04]. （原始内容存档于2020-05-30）.
5. 1 2 3  Lunar Impact Crater Database
6. ↑  List of craters with a bright system of rays of the Association of Lunar and Planetary Astronomy (ALPO) 的存檔，存档日期2016-03-04.
7. ↑  List of craters with dark radial bands of the Association of Lunar and Planetary Astronomy(ALPO) 的存檔，存档日期2013-12-03.

## 另请参阅
- Wood, Chuck. . Lunar Photo of the Day. 2005-04-25  [2006-07-21]. （原始内容存档于2006-05-10）.
- Wood, Chuck. . Lunar Photo of the Day. 2007-11-07  [2007-11-07]. （原始内容存档于2007-11-12）.

- Andersson, L. E.; Whitaker, E. A. . NASA RP-1097. 1982.
- Blue, Jennifer. . USGS. July 25, 2007  [2007-08-05]. （原始内容存档于2019-12-05）.
- Bussey, B.; Spudis, P. . New York: Cambridge University Press. 2004. ISBN 978-0-521-81528-4.
- Cocks, Elijah E.; Cocks, Josiah C. . Tudor Publishers. 1995. ISBN 978-0-936389-27-1.
- McDowell, Jonathan. . Jonathan's Space Report. July 15, 2007  [2007-10-24]. （原始内容存档于2019-06-21）.
- Menzel, D. H.; Minnaert, M.; Levin, B.; Dollfus, A.; Bell, B. . Space Science Reviews. 1971, 12 (2): 136–186. Bibcode:1971SSRv...12..136M. doi:10.1007/BF00171763.
- Moore, Patrick. . Sterling Publishing Co. 2001. ISBN 978-0-304-35469-6.
- Price, Fred W. . Cambridge University Press. 1988. ISBN 978-0-521-33500-3.
- Rükl, Antonín. . Kalmbach Books. 1990. ISBN 978-0-913135-17-4.
- Webb, Rev. T. W.  6th revised. Dover. 1962. ISBN 978-0-486-20917-3.
- Whitaker, Ewen A. . Cambridge University Press. 1999. ISBN 978-0-521-62248-6.
- Wlasuk, Peter T. . Springer. 2000. ISBN 978-1-85233-193-1.